# Sektion Königsberg/Pr. des Deutschen Alpenvereins
Die Sektion Königsberg/Pr. des Deutschen Alpenvereins e. V. (kurz DAV Königsberg/Pr.) wurde 1890 als nordöstlichste Sektion des Deutschen und Österreichischen Alpenvereins in der deutschen Provinzhauptstadt Königsberg in Ostpreußen gegründet. Nach der kriegsbedingten Zerstörung der Geschäftsstelle im Zweiten Weltkrieg und der Vertreibung der Bevölkerung ruhte das Vereinsleben ab 1944.
Erst 1952 wurde der Verein als Sektion des Deutschen Alpenvereins in Westdeutschland wiederbelebt. Heute hat sie ihren Sitz in München und die Mehrheit der 683 Mitglieder (Stand: 31. Dezember 2024) lebt in der Region. Sie genießt alle Vorteile der Münchener Sektionen. Sie ist Mitglied beim Alpinen Sicherheits-Service.
In der Satzung verpflichtet sich der Verein neben der Förderung des Bergsteigens und alpiner Sportarten und Schutz der Natur auch zur Pflege der Erinnerung an das Herkunftsland der Sektion.

## Hütte
Die Sektion Königsberg/Pr. betreibt die Ostpreußenhütte, die 1928 von der Sektion am östlichen Zustieg zum Hochkönig in 1630 m ü. A. Höhe errichtet wurde. Viele Ostpreußen stammten von den in den Religionskriegen bis 1732 vertriebenen Salzburger Exulanten ab. Gegenstände in der Hütte erinnern an die Geschichte.

## Sektionsvorsitzende
Eine chronologische Übersicht über alle Präsidenten der Sektion seit Gründung.
| Amtszeit  | Präsident       |
| --------- | --------------- |
| 1890–1902 | Carl Gareis     |
| 1903–1917 | Robert Noske    |
| 1918–1920 | G. G. Winkel    |
| 1921–1925 | Stiehl          |
| 1926–1940 | Franz Boy       |
| 1941–1944 | Walter Zippel   |
| 1944–1952 | ― 1             |
| 1952–1954 | Walter Zippel   |
| 1955–1964 | Heinrich Eberts |
| 1965–1973 | Horst Bielitz   |

| Amtszeit  | Präsident                   |
| --------- | --------------------------- |
| 1974–1982 | Friedrich-Wilhelm Schneider |
| 1983–1985 | Fritz Grünewald             |
| 1986–2000 | Burkhard von Roëll          |
| 2001–2008 | Axel Papendieck             |
| 2008–2009 | Germut Bielitz              |
| 2010–     | Cornelius Chucholowski      |

Anmerkung